# Ketty Gilsoul-Hoppe

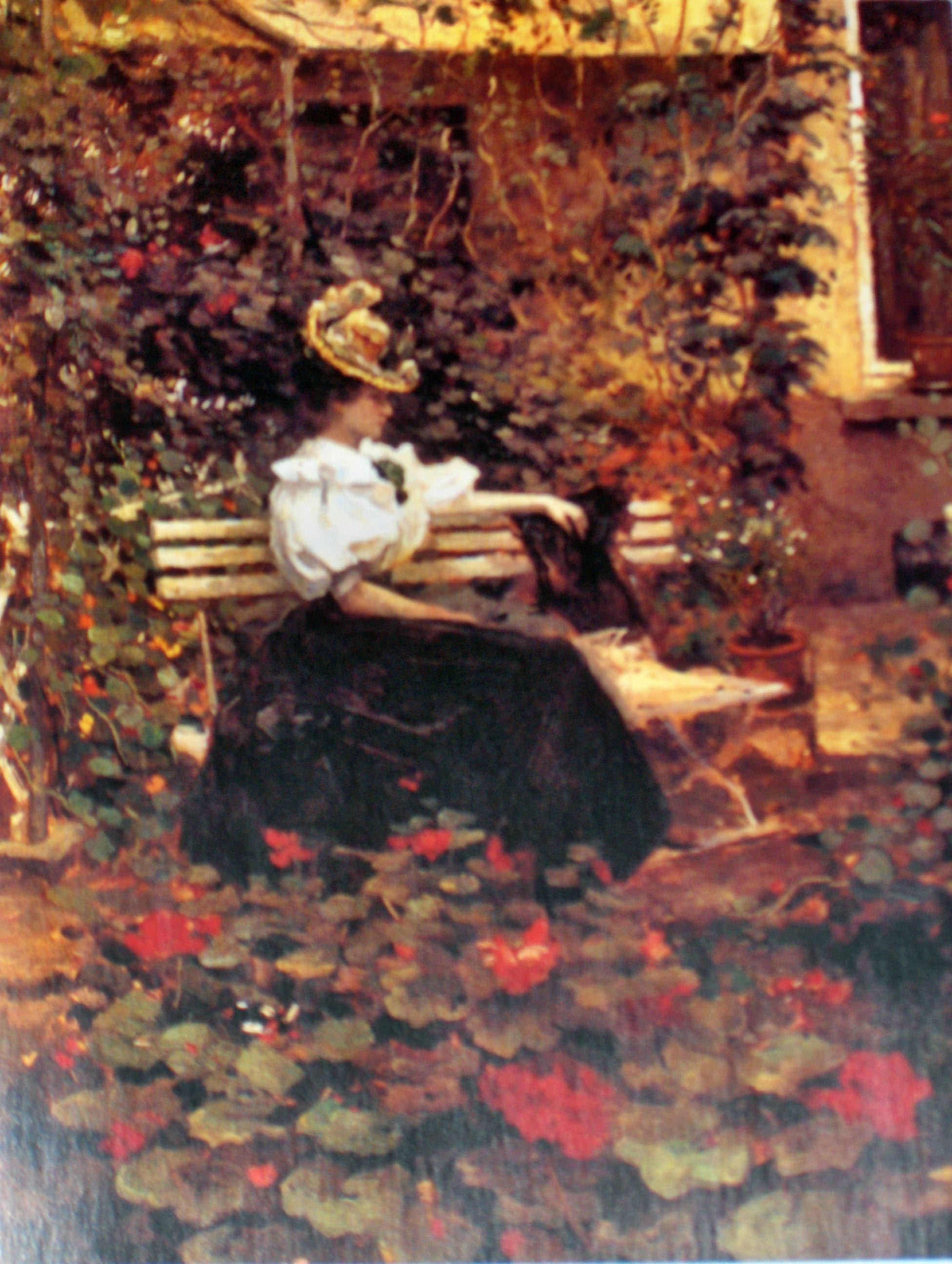
Ketty Gilsoul-Hoppe, geschilderd door haar echtgenoot Victor Gilsoul

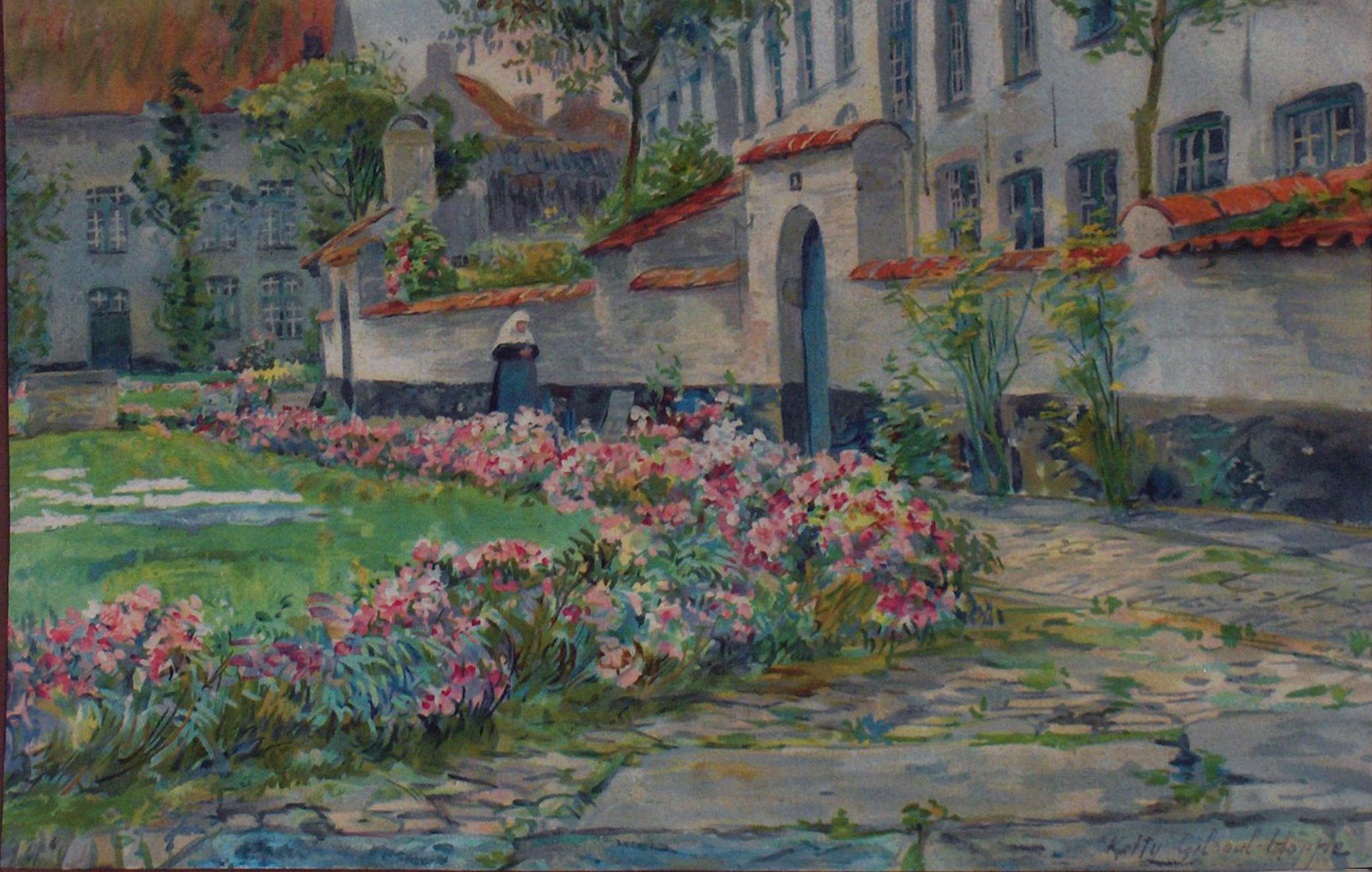
Begijnhof te Diksmuide

Catherine Hélène Régine (Ketty) Gilsoul-Hoppe (Düsseldorf, 5 april 1868 - Elsene, 15 november 1939) was een Belgische kunstschilderes, gespecialiseerd als aquarelliste in het weergeven van landschappen, bloemenboeketten, genretaferelen, stads- en tuingezichten en portretten.
Ketty Hoppe kreeg een eerste opleiding van haar vader, de Duitse medaillegraveur Edouard Hoppe. Later kreeg ze les van de historieschilder Henri Hendrickx (1817-1894), tekenleraar aan de gereputeerde Bisschoffsheim-beroepsschool in Sint-Joost-ten-Node. Meisjes die niet aan de Academie mochten studeren, konden in deze school terecht. Zij vervolledigde haar opleiding bij de aquarellist Edouard Tourteau (1846-1908) en in het atlier van de bekende post-romantische schilder Jean-François Portaels (1818-1895).
Zij huwde in 1894 met Victor Gilsoul, eveneens een schilder en aquarellist. Van dan af ondertekende ze haar werken met de naam Ketty Gilsoul-Hoppe. Zij vestigden zich in Brussel. Samen met haar man werkte ze ook regelmatig aan de Belgische kust, Nederland en in Frankrijk, voornamelijk rond Versailles.
Zij was in 1911 een der medestichters van Galerie Lyceum, een Brusselse vereniging van vrouwelijke beeldende kunstenaars, samen met Alice Ronner, Emma Ronner, Anna Boch, Louise Danse, Marie Danse, Juliette Wytsman en Berthe Art.
Aanvankelijk schilderde ze portretten, waaronder een merkwaardig portret van haar vader. Daarna legde ze zich volledig toe op het schilderen van aquarellen, meestal landschappen, stadsgezichten, tuinen met bloemen of het interieur van een begijnhof. Rond 1920 schilderde ze enkele mooie zichten in het park van Tervuren, waaronder de olieverfschilderij Het Koloniaal Museum in de Tervuurse Warande. Zoals vele van haar tijdgenoten heeft ze ook in de open lucht geschilderd in Sint-Amands aan de Schelde.
Haar werken geven typische onderwerpen weer, gekenmerkt door een veelkleurig, luministisch palet en een vaardige, realistische uitvoering.
Zij nam deel aan veel tentoonstellingen in België en in het buitenland, waaronder de Internationale Tentoonstelling in Düsseldorf in 1904.
Er hangt werk van haar in de musea van Brussel, Elsene en Diksmuide. Er bevinden zich eveneens werken in de koninklijke collectie.
Op veilingen kan de prijs oplopen tot €9.500. Het Museum voor Schone Kunsten (Gent) bezit een portret van haar, geschilderd rond 1900 door Gustave Vanaise (1854-1902).
Haar zuster Jenny Hoppe (1870-1934) was een impressionistische schilderes, gehuwd met Géo Bernier.